# Chifley, New South Wales
Chifley este o suburbie în Sydney, Australia.